# 一嘗三嘆
一嘗三嘆（いっしょうさんたん）とは、伊予の俳人・正岡子規による造語。「一口食べると、何度も感動するほど美味である」という意味。

## 概要
一嘗三嘆とは、正岡子規が同郷の友人・清水則遠にあてた手紙の中で、故郷、松山の好みの鯛料理について、共通の友人の菊池謙二郎は水戸出身で味を知らないから、と絶賛する際に用いた言葉。優れた詩文を褒め称える際に「一度うたう間に何度でも感動する」の意味で用いる「一唱三嘆（一倡三歎とも）」という言葉をもじったもの。

## 関連する取り組み
子規の出身地である愛媛県松山市に位置する松山市公設水産地方卸売市場では、2011年10月より、この子規の造語、一嘗三嘆をキーワードに、愛媛県の県魚である真鯛を使った郷土料理「鯛の押し寿司」「松山鮓」「鯛のなます」「鯛の洗い」「鯛の潮汁」の５品目を「一嘗三嘆・子規が愛した瀬戸の鯛料理」として位置づけ発信している。当該市場がこのような取り組みを行う背景には、以下のような理由があった。
1. 鯛料理を子規がとりわけ好んでいたこと。
2. 愛媛県が鯛の生産量日本一を誇っていること。
3. 当該市場において最も取扱量の多い魚種が鯛であること。

また、2012年3月に子規記念博物館で一嘗三嘆料理の一つである松山鮓の無料配布を行ったほか、2014年3月に行われた市場開放イベント三津の朝市「旬・鮮・味まつり」では、子規が晩年を過ごした根岸の名士として林家三平・国分佐智子夫妻を「松山めで鯛使」に任命した。現在でも、東京スカイツリー内、「江戸味楽茶屋 そらまち亭」にて定期的に一嘗三嘆フェアを開催しているほか、地元学生や親子を対象とした料理イベントを実施している。